# Burgstall Das rote Haus
Der Burgstall Das rote Haus ist eine abgegangene mittelalterliche Burganlage auf einem Hügelrücken über dem Tal des Rötzbaches, eines Nebengewässers der Schwarzach. Er liegt rund 1180 Meter südwestlich der katholischen Expositurkirche St. Stephan in Muschenried in der oberpfälzischen Gemeinde Winklarn in Bayern, Deutschland. Über diese Burg sind keine geschichtlichen oder archäologischen Informationen bekannt, sie wird grob auf mittelalterliche Zeitstellung datiert. Erhalten hat sich von der Anlage nur ein Halsgraben, die Stelle ist als Bodendenkmal Nummer D-3-6541-0001: Mittelalterlicher Burgstall "Das rote Haus" geschützt.

## Beschreibung
Der Burgstall der Spornburg liegt in 472 m ü. NN Höhe auf einem nach Nordosten gerichteten Hügelrücken, der im Norden vom Tal des Rötzbaches und im Osten von der Ortsverbindungsstraße Kulz-Muschenried begrenzt wird. Das einzige erhaltene Befestigungswerk der Burganlage ist ein drei bis fünf Meter tiefer Halsgraben, der die Burgstelle vom leicht nach Süden ansteigenden Vorgelände abschneidet. Die Sohle dieses Grabens ist noch bis zu drei Meter breit. Der leicht überhöhte Burghügel am höchsten Punkt des Hügels hat eine Grundfläche von rund 82 × 30 Metern. Auf seiner Oberfläche befindet sich eine schwache Kulturschicht mit Brandspuren. Es sind keine Fundament- oder sonstigen Baureste erhalten, der Burghügel ist durch einen Steinbruch stark gestört.
Nach der Urkataster von Bayern war der Burgstall eine Insel am Südostende des abgegangenen Rodecker Weihers, der durch einen Graben vom umgebenden Festland getrennt war.